# Gallows Pole
Gallows Pole is een nummer van de Engelse rockband Led Zeppelin. Het is het zesde nummer van hun derde studioalbum Led Zeppelin III uit 1970.
Het is opgenomen in 1970 in Headley Grange in Headly, met The Rolling Stones Mobile Studio. De eindmix van het nummer vond plaats in de Electric Lady Studios in New York.
Het nummer verscheen in 1973 als B-kant (alleen in Nederland) van het op single uitgebrachte nummer "D'yer Mak'er", van Led Zeppelins vijfde studioalbum Houses of the Holy uit 1973.

## Achtergrond
"Gallows Pole" is gebaseerd op een oude Engelse ballade uit de 18e of 19e eeuw, "The Maid Freed from the Gallows". De ballade komt voor in het boek "The English and Scottish Popular Ballads - Part IV" uit 1886, van de Amerikaanse folklorist Francis James Child. De uitvoering van Led Zeppelin is gebaseerd op een opname uit 1962 van de Amerikaanse folkmuzikant Fred Gerlach, die het nummer opnam voor zijn album Twelve-String Guitar.

## Compositie en opname
Volgens gitarist Jimmy Page ontstond het nummer toen hij aan het experimenteren was op de banjo van bassist John Paul Jones. Hij had, naar eigen zeggen, daarvoor nog nooit op een banjo gespeeld.
Het nummer begint met een akoestisch gitaarritme. Daarna valt de mandoline in en vlak daarna de elektrische basgitaar. De banjo en de drums vallen aansluitend, gelijktijdig in. Het tempo loopt op, naarmate de duur van het nummer. Jimmy Page bespeelt in het nummer een banjo, een zes-snarige en twaalf-snarige akoestische gitaar en een elektrische gitaar. Jones bespeelt een mandoline en basgitaar.

## Live-uitvoeringen
Voor zover bekend heeft Led Zeppelin het nummer slechts twee keer live gespeeld. Tijdens de Europese concerttour van 1971, speelde de band het nummer op 3 mei in de Deense hoofdstad Kopenhagen en op 16 november  in het Engelse Ipswich.

## Andere live-versie
In 1994 namen Page and Plant het nummer op voor hun livealbum, No Quarter: Jimmy Page and Robert Plant Unledded. Deze versie werd ook als single uitgebracht.

## Andere opnamen
De, tot dusver bekend, oudste opname van het nummer stamt uit 1920, door de Amerikaanse zanger, Bentley Ball.
"The Maid Freed from the Gallows" / "Gallows Pole" is door diverse artiesten, en onder verschillende titels opgenomen. De bekendste zijn:
| Artiest                  | Titel                | Album                                         | Jaar                            |
| ------------------------ | -------------------- | --------------------------------------------- | ------------------------------- |
| Lead Belly               | "The Gallis Pole"    |                                               | 1939                            |
| Jean Ritchie             | "The Hangman Song"   | Field Trip                                    | 1954                            |
| Andrew Rowan Summers     | "The Hangman’s Tree" | The Lady Gay                                  | 1954                            |
| Odetta                   | "The Gallows Pole"   | At the Gate of Horn                           | 1957                            |
| Fred Gerlach             | "Gallows Pole"       | Twelve-String Guitar                          | 1962                            |
| Bert Jansch              | "Gallows Tree"       | Young Man Blues - Live In Glasgow 1962 - 1964 | 1964 (Album verschenen in 1998) |
| Peter, Paul and Mary     | "Hangman"            | See What Tomorrow Brings                      | 1965                            |
| Neil Young & Crazy Horse | "Gallows Pole"       | Americana                                     | 2012                            |